# Lignages d'Outremer
Les Lignages d'Outremer est un texte écrit en français et décrivant la généalogie des principales familles croisées et ayant un lien avec Jean d'Ibelin.

## Texte
Il présente la généalogie d'une quinzaine de familles nobles liées à Jean d'Ibelin, depuis le premier couple d’ancêtres connus : Guy et Stéphanie de Milly. Il cite de manière exhaustive toutes les branches de la famille d’Ibelin, que ce soit en ligne directe, ou par le biais des mariages : seigneurs d’Ibelin, princes d’Antioche, seigneurs de Sidon et de Césarée, de Beyrouth, de Gibelet, de Tibériade, et enfin les rois de Jérusalem et de Chypre.
Il a probablement pour but de glorifier la famille d’Ibelin, dont l'origine est plutôt modeste et obscure.
La première version a été rédigée en français, vers 1268-1270 à Chypre, à partir d'un travail de généalogie inachevé de Jean d'Ibelin (Ms de la première version : Biblioteca nazionale Marciana, Venise (Francese 20/265, XIIIe-XIVe s.)).
Une deuxième version, qui complète et remanie la première, a été rédigée vers 1305, puis insérée dans la compilation juridique dite les Assises de Jérusalem (Ms : Biblioteca apostolica vaticana, Rome (Vat. Lat. 4789, XIVe s.). - Version arménienne, début XIVe s.. - Ms : Institut Mesrop Machtots des anciens manuscrits, Erevan (1898, début XIVe s.)). 
Le texte a été repris et traduit plusieurs fois au cours des siècles suivants, notamment à l'occasion du mariage de la reine de Chypre Charlotte de Lusignan.

## Auteurs
La première version a sans doute été rédigée par l'entourage de Jean d'Ibelin.
Hethoum de Korykos, un aristocrate arménien, a probablement participé à la rédaction de la deuxième version, et l'a traduite en arménien.
Pierre de Flory, vicomte de Nicosie, a également continué l'ouvrage vers 1398.
Simon de Jérusalem a été le continuateur de Pierre de Flory entre le 7 octobre 1459, date du mariage de Charlotte de Lusignan pour laquelle il a repris le manuscrit, et septembre 1460, où elle fut détrônée par son demi-frère bâtard, Jacques II de Chypre.

## Manuscrits
- Bibliothèque nationale de France, Paris (quelques manuscrits)
- Bayerische Staatsbibliothek, Munich (Codex Gallus 771)
- Bibliothèque apostolique vaticane (Codex Vaticanus latinus 4789 and 7806 A)
- Biblioteca Marciana, Venise (app. 20265)

### Literature
- Wilpertus H. Rudt de Collenberg: A fragmentary copy of an unknown recension of the 'Lignages d'Outre-Mer' in the Vatican Library. In: English Historical Review 98, 1983, S. 311–327.
- Marie-Adélaïde Nielen-Vandevoorde: Un livre méconnu des Assises de Jérusalem: les Lignages d’outremer. In: Bibliothèque de l'école des chartes 153, 1995, S. 103-130 Full text
- Marie-Adélaïde Nielen: Lignages d’outremer. Paris, Académie des inscriptions et belles-lettres 2003. (Documents relating to the history of the Crusades 18)  (ISBN 2-87754-141-X)